# Maggie Teyte
Maggie Teyte, de son vrai nom Margaret Tate, née à Wolverhampton (Staffordshire) le 17 avril 1888 et décédée à Londres le 26 mai 1976, est une chanteuse d’opéra anglaise.

## Biographie
Elle est issue d’une vieille famille huguenote chassée de France par l'abrogation de l’édit de Nantes, ce qui peut expliquer son goût pour la culture française. Son père est pianiste amateur. 
En 1904, elle s’installe à Paris et devient l’élève de Jean de Reszke et de Reynaldo Hahn. Elle débute à l’Opéra à 18 ans aux côtés de Lilli Lehmann. Le 13 juin 1908, elle chante Mélisande à l’Opéra-Comique, succédant dans ce rôle à Mary Garden. À partir de 1910, elle étend son répertoire et poursuit sa carrière aux États-Unis (1911-1919).
Après la Première Guerre mondiale, parallèlement à l’opéra, elle donne de nombreux récitals (œuvres de Debussy, de Hahn) et se produit dans des opérettes.
Pendant la Deuxième Guerre mondiale, elle participe au moral des troupes par l’organisation de récitals où elle est accompagnée par le pianiste Gerald Moore. Elle reçoit à ce titre la croix de Lorraine pour services rendus à la France libre.
Après guerre, elle effectue une nouvelle tournée triomphale aux États-Unis. En 1948, elle chante pour la première fois Pelléas et Mélisande sur le sol américain, dont le rôle était jusqu’alors l’apanage de Mary Garden.
Elle se retire en 1955 et se voue à l’enseignement. Elle est faite chevalier de la Légion d’Honneur en 1957. Elle est aussi honorée du titre de Dame of the British Empire.
Elle se maria deux fois, et connut deux amants célèbres, Thomas Beecham et Georges Enesco. Elle a écrit ses mémoires Star on the Door (londres, 1958)

## Source
- Dieux et Divas de l’Opéra de Roger Blanchard et Roland de Candé - Plon  1986